# Ustînivka, Popasna
Ustînivka (în ucraineană Устинівка) este un sat în așezarea urbană Mîrna Dolîna din raionul Popasna, regiunea Luhansk, Ucraina.

## Demografie
Componența lingvistică a localității Ustînivka
     Ucraineană (94,21%)
     Rusă (5,79%)
Conform recensământului din 2001, majoritatea populației localității Ustînivka era vorbitoare de ucraineană (94,21%), existând în minoritate și vorbitori de rusă (5,79%).